# Patania tchadalis
Patania tchadalis is een vlinder uit de familie van de grasmotten (Crambidae). De wetenschappelijke naam van deze soort is voor het eerst gepubliceerd in 2005 door Patrice Leraut.
De soort komt voor in Tsjaad, Soedan en Tanzania.